# Vườn quốc gia Neerabup
Vườn quốc gia Neerabup là một vườn quốc gia ở Tây Úc, Úc.